# L'atelier di Bazille
L'atelier di Bazille (L'atelier de Bazille) è un dipinto del pittore francese Jean-Frédéric Bazille, realizzato nel 1870 e conservato al museo d'Orsay di Parigi.

## Descrizione
L'opera, realizzata pochissimo tempo prima della prematura scomparsa di Bazille alla battaglia franco-prussiana di Beaune-la-Rolande, costituisce «il commovente testamento dell'artista» (museo d'Orsay). Siamo davanti alla vibrante testimonianza pittorica dell'affettuosa intimità che intercorreva tra i vari «pittori di Batignolles», denominazione che si riferisce al quartiere di Parigi in cui vivevano Bazille e gran parte dei futuri impressionisti.
La scena, come si può facilmente dedurre dal titolo dell'opera, è ambientata nell'atelier di Bazille, a rue de La Condamine. Al centro della composizione, con l'amata tavolozza in mano, troviamo proprio Bazille: come spiega lo stesso pittore al padre, tuttavia, «Manet ha dipinto la mia persona». La figura di Bazille, in effetti, è scolpita con una maniera forte e vigorosa e da un nero brillante eppure incredibilmente delicato, come solo Manet sapeva renderlo. A fianco a Bazille, infatti, troviamo proprio Manet con un lungo pennello in mano, intento a osservare con fare critico la tela poggiata sul cavalletto che ha davanti. A destra, invece, troviamo il musicologo Edmond Maître intento al pianoforte: ricordiamo che lo stesso Bazille era un pianista ed amava la musica fino alle lacrime (per ulteriori informazioni si consulti il paragrafo Jean-Frédéric Bazille § Stile): sopra di lui, invece, è appesa una natura morta di Claude Monet, a imperitura memoria di come Bazille lo avesse aiutato economicamente acquistando alcuni suoi quadri in un'epoca in cui erano comunemente ritenuti scarabocchi.
Più problematica è invece l'identificazione degli altri personaggi: è stata tuttavia avanzata l'ipotesi che nella figura stante dietro Manet vada riconosciuto Monet, e che le due persone intente a conversare sulla sinistra siano Renoir ed Émile Zola (o, magari, Zacharie Astruc, altro critico che gravitava intorno agli Impressionisti). L'atelier, inoltre, è abbellito da diversi quadri: a destra è riconoscibile una versione embrioniale de La toeletta, importante quadro di Bazille, mentre a sinistra in alto troviamo il sempre bazilliano Pescatore con rete raffigurando due tele che al tempo vennero rifiutate ai Salon, Bazille riassume in nuce le sue concezioni sull'arte, rivolgendo al contempo una sferzante critica alla decadente ipocrisia che spadroneggiava negli ambienti artistici ufficiali.